# Rafael Barradas
Rafael Barradas (Montevideo, 4 de enero de 1890-Montevideo, 12 de febrero de 1929) fue un pintor y dibujante uruguayo. Reconocido impulsor en España de la Sociedad de Artistas Ibéricos, fue muy estimado por el círculo de intelectuales de la generación del 27.

## Biografía
Rafael Manuel Pérez Giménez, conocido como Rafael Barradas, nació en Montevideo (Uruguay) el 4 de enero de 1890, hijo del matrimonio de Antonio Pérez Barradas, pintor y decorador de paredes, y de Santos Giménez Rojas, ambos españoles residentes en dicha ciudad. Fue el segundo de tres hermanos: Carmen, la mayor, pianista y compositora de vanguardia, y Antonio, dibujante y escritor que utilizó el seudónimo de Antonio de Ignacios.

### Viaje a Europa en 1913
Viajó a Europa en 1913 gracias a su amigo, el cantante Alfredo Medici, que le compartió la beca que el Gobierno uruguayo le otorgara para perfeccionarse en el Teatro de la Scala de Milán. Allí contactó con los futuristas italianos. A fines del mismo año viajó a París, donde tuvo la posibilidad de ver los movimientos de vanguardia que allí se gestaban, y posteriormente regresó a Milán.

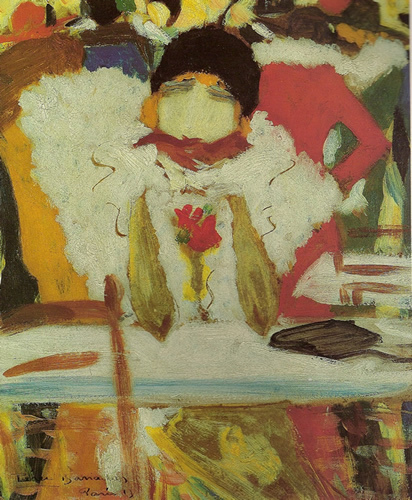
Rafael Barradas, El Tango, óleo sobre cartón, 44 × 36,5 cm (1913) Museo Nacional de Bellas Artes (Argentina).

Desarrolló una particular forma de expresión pictórica, consistente en dotar a sus dibujos de una gran fuerza expresiva apoyada en un excelente cromatismo, definida como "vibracionismo".  En Barcelona, a donde se trasladó en 1914, se relacionó con poetas catalanes jóvenes de vanguardia como Joan Salvat-Papasseit y Juan Gutiérrez Gili.

### Barcelona y Zaragoza
En diciembre de 1914 dejó la ciudad condal para trasladarse a Madrid a pie, pero solo llegó a Aragón, donde fue recogido por una familia campesina que le ayudó a sobreponerse. El 14 de abril de 1915 se casó en la basílica del Pilar de Zaragoza con Simona Lainez y Saz, más conocida como Pilar, hija de aquella familia. Allí expuso sus obras en dos oportunidades en diciembre de aquel año. Más adelante, en 1923, regresaría a la campaña aragonesa, a Luco de Jiloca, y pintaría la serie de los "Magníficos", personajes del pueblo en sus quehaceres, con otro tono de color más expresivo, de paleta más baja, abandonando el vibracionismo.

### Barcelona
En 1916 regresa a Barcelona con su esposa Pilar y se reúne con su familia venida desde Montevideo a instalarse juntos. Conoció y trabó amistad con su compatriota el pintor Joaquín Torres García y expuso en la galería de Joseph Dalmau en diciembre de 1917. La obra de Torres García daría un vuelco desde que conoció el vibracionismo de Barradas. Luego, años después, desarrollaría su universalismo constructivo.

### Madrid

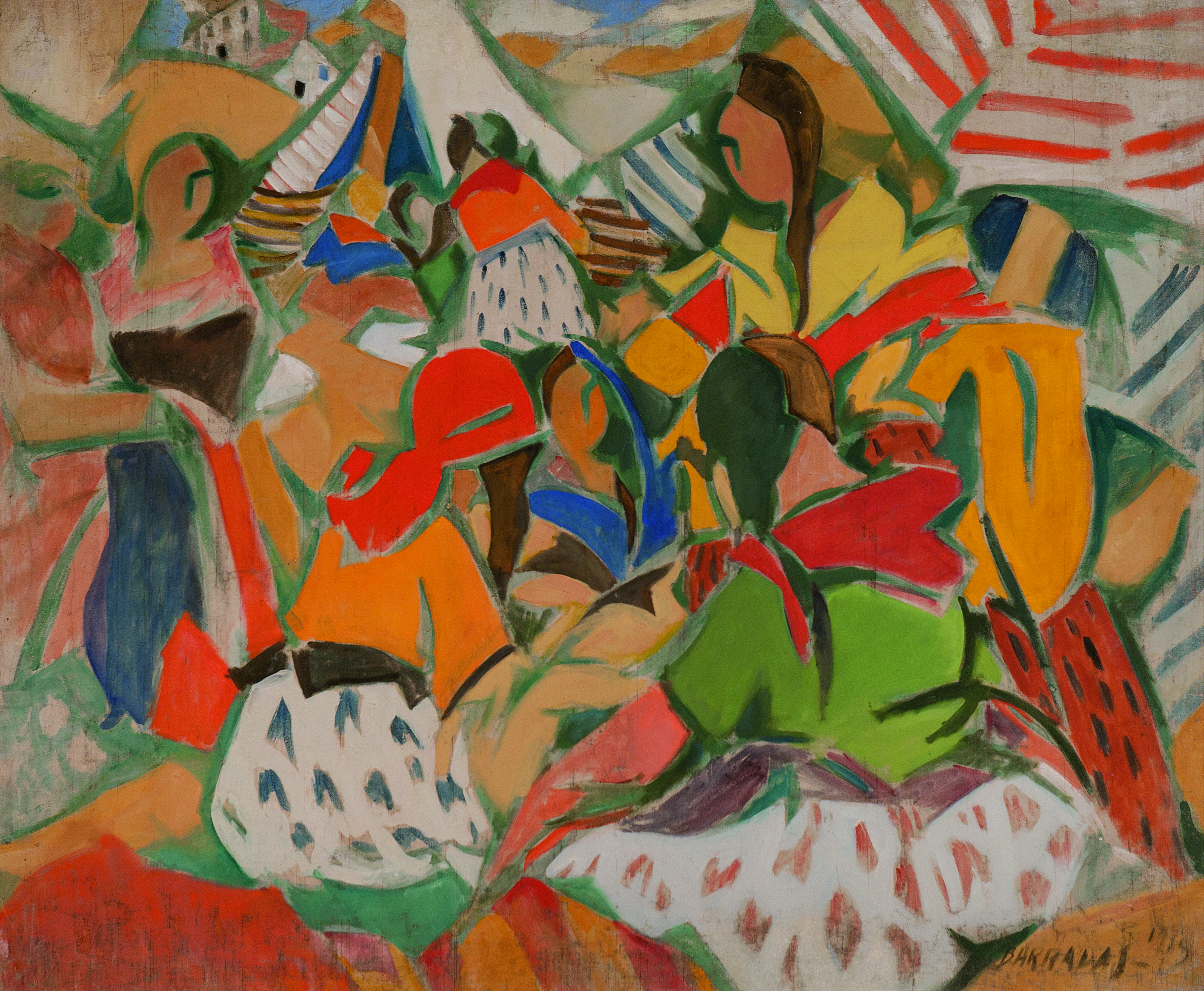
Zíngaras (1919)

En 1919 se traslada a Madrid y se instala en las cercanías de Atocha, donde frecuenta las tertulias de café y se codea con personajes como Guillermo de Torre, Jorge Luis Borges, Norah Borges, Federico García Lorca, Salvador Dalí, Ramón Gómez de la Serna, Benjamín Jarnés, Manuel Abril, Luis Buñuel y José Francés, quien le presenta a Gregorio Martínez Sierra. Este último lo contrató para dibujarle los vestuarios y escenografías del Teatro Eslava, donde tendrá un papel preponderante en el "Teatro de los niños" (temporada de 1921-1922), fomentado por un interés compartido con su amigo Joaquín Torres García, que le recuerda en su correspondencia, y en conexión con el futurismo italiano.
También ilustró con sus dibujos las obras de la editorial Estrella de Martínez Sierra, donde participa en las ediciones en español de Lorenzaccio; Tiempos difíciles; Ella y Él; Tú eres la Paz; Gaudeamus; etc.; y con Ramón Gómez de la Serna en Calpe. Colabora en varias revistas de arte (Alfar del poeta uruguayo Julio J. Casal, Hélices, Grecia, Tableros con Borges, Vltra (junto a Norah Borges, entre otras) y publicaciones para niños como las de la Editorial Saturnino Calleja. Entre sus actividades también pueden reseñarse su relación con el escultor Alberto Sánchez y el dibujante Enrique Garrán y su implicación en el fenómeno vanguardista que luego se conocerá como Escuela de Vallecas.

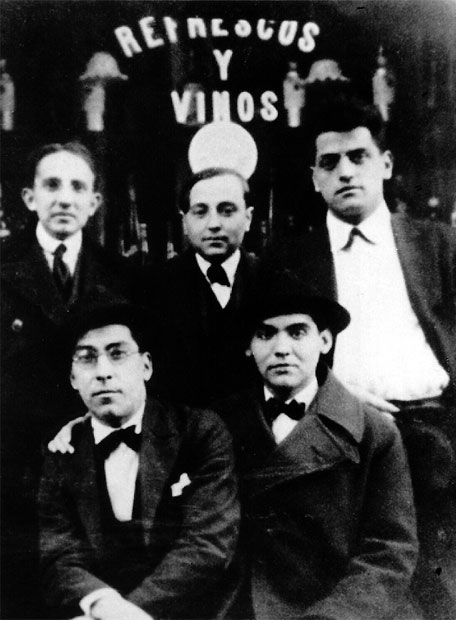
Jarnés, de la Ossa, Buñuel, Barradas y Lorca, posando ante el Café del Prado (Madrid, 1923).

Asimismo, participó en la primera exposición de Artistas Ibéricos de 1925; ese mismo año, la presentación Un Teatro de Arte de Martínez Sierra en la Exposición de Arte Decorativo de París ganó el primer premio y Barradas el Grand Prix. A finales de ese año y principios de 1926 va a Francia donde, en San Juan de Luz, pasa un período en el cual produce una serie de dibujos y acuarelas del puerto y sus personajes. 
En 1926, tras romper con la compañía de Martínez Sierra, se trasladó a Hospitalet de Llobregat, en Cataluña, donde desarrolló la serie de los "Místicos", pintura de evocación religiosa, así como, en 1928, la serie "Estampones Montevideanos" inspirándose en su ciudad natal y las escenas del puerto y el barrio Sur; con esto anticipaba su fin ya que su salud estaba en deterioro constante. De todas maneras su incansable optimismo reunía en su casa a todos los artistas catalanes de vanguardia en lo que se llamó el "Ateneíllo de Hospitalet"; por allí pasaron Garrán, Ferrant, Gili, Lorca, Dalí y Marinetti, entre otros. Organizó la primera (y única) exposición de dibujos de García Lorca en la sala Dalmau de Barcelona.

### Regreso a Montevideo
En noviembre de 1928 regresó al Uruguay, muy enfermo, y falleció a los pocos meses, el 12 de febrero de 1929, dejando la mayor parte de su obra en manos de su familia, quien la expuso permanentemente en su casa hasta 1969, año en que sus herederos hicieron entrega de la obra al Ministerio de Educación y Cultura de Uruguay a fin de crear un Museo Barradas. 
Hoy en día la colección se encuentra en el Museo Nacional de Artes Visuales de Montevideo, donde se expuso en 1972. En 2013, entre marzo y junio, se repitió una muestra antológica de similares características ocupando todas las salas del Museo Nacional de Artes Visuales, con 200 pinturas y dibujos seleccionados de su acervo de 503 obras del artista, acompañada por un catálogo de 350 páginas.  En el marco de la exposición, el Correo Uruguayo presentó un sello en su homenaje.
El 16 de abril de 2008 se remató un óleo sobre tela titulado Muñeca, fechado en 1919, de 51,5 x 59,5 cm en la firma Castells y Castells, de Montevideo, por el cual se pagaron 108 000 dólares estadounidenses. En 2010 el óleo "Calixto" fue rematado en 240 000 dólares.